# Jeff Fahey
Jeffrey David "Jeff" Fahey (Olean, 29 november 1952) is een Amerikaans acteur, onder andere bekend van zijn rol als Frank Lapidus in Lost.

## Filmografie
- One Life to Live (1982–1985) (tv)
- Silverado (1985)
- The Execution of Raymond Graham (1985)
- The New Alfred Hitchcock Presents (1986) (tv)
- Psycho III (1986)
- Miami Vice (1986) (tv)
- Riot on 42nd St. (1987)
- Backfire (1988)
- Split Decisions (1988)
- The Serpent of Death (1989)
- True Blood (1989)
- Minnamurra (aka Wrangler) (1989)
- The Last of the Finest (1990)
- Impulse (1990)
- White Hunter Black Heart (1990)
- Curiosity Kills (1990)
- Parker Kane (1990)
- Iron Maze (1991)
- Body Parts (1991)
- The Lawnmower Man (1992)
- Sketch Artist (1992)
- Woman of Desire (1993)
- In the Company of Darkness (1993)
- The Hit List (1993)
- Blindsided (1993)
- Quick (1993)
- Freefall (1994)
- Wyatt Earp (1994)
- Temptation (1994)
- Sketch Artist II: Hands That See (1995)
- Virtual Seduction (1995)
- Serpent's Lair (1995)
- The Marshal (1995) (tv)
- Time Under Fire (1996)
- The Sweeper (1996)
- Darkman III: Die Darkman Die (1996)
- Every Woman's Dream (1996)
- Small Time (1996)
- Lethal Tender (1997)
- Catherine's Grove (1997)
- Perversions of Science (1997) (tv)
- Operation Delta Force (aka Great Soldiers) (1997)
- The Underground (1997)
- On the Line (1998)
- Extramarital (1998)
- Johnny 2.0 (1998)
- Detour (1998)
- Apocalypse II: Revelation (aka Revelation: The Book has Been Opened) (1999)
- Dazzle (1999)
- No Tomorrow (1999)
- The Seventh Scroll (1999)
- Time Served (1999)
- The Last Siege: Never Surrender (aka Hijack) (1999)
- When Justice Fails (1999)
- The Newcomers (2000)
- Spin Cycle (2000)
- Epicenter (2000)
- The Sculptress (2000)
- Choosing Matthias (2001)
- Outlaw (2001)
- Out There (2001)
- Cold Heart (2001)
- Nash Bridges (2001) (tv)
- Maniacts (2001)
- The Contract (2002)
- Inferno (ook bekend als: California Firestorm) (2002)
- Blind Heat (2002)
- Unspeakable (2002)
- Fallen Angels (2002)
- Day of Redemption (2004)
- Killing Cupid (aka Warrior Or Assassin) (2004)
- Crossing Jordan (2004) (tv)
- No Witness (2004)
- Close Call (2004)
- Darkhunters (2004)
- Ghost Rock (2004)
- Corpses (2004)
- American Dreams (2004) (tv)
- Blue Demon (2004)
- Absolute Zero (2005)
- Icon (2005)
- Crimson Force (2005)
- Locusts: The 8th Plague (2005)
- Manticore (2005)
- The Hunt for Eagle One: Crash Point (2006)
- Scorpius Gigantus (2006)
- The Eden Formula (2006)
- Only the Brave (2006)
- Diablita (2007)
- Planet Terror (2007)
- Messages (2007)
- Psych (2008) (tv)
- The Cleaner (2008) (tv)
- Matchmaker Mary (2008)
- Criminal Minds (2008) (tv)
- Lost (2008–2010) (tv)
- Cold Case (2009) (tv)
- CSI: Miami (2009) (tv)
- Easy Rider: The Ride Back (2009)
- Bed and Breakfast (2010)
- Machete (2010)
- Terror Trap (2010)
- Law & Order: LA (2011) (tv)
- Chuck (2011) (tv)
- Marriage Retreat (2011)
- Workaholics (2011) (tv)
- Eldorado (2012)
- Common Law (2012) (Seizoen 1, aflevering 10)
- Alien Tornado (2012) (tv)
- Sushi Girl (2012)
- Revolution (2012) (tv)
- Hawaii Five-0 (Seizoen 3, episode 12 "Kapu")
- Under The Dome (2013) (tv)
- Alita: Battle Angel (2019)
- Locked In (2021)
- Horizon: An American Saga (2024)

- Bibsys: 98012614
- Biblioteca Nacional de España: XX1124285
- Bibliothèque nationale de France: cb140236146 (data)
- Gemeinsame Normdatei: 142432075
- International Standard Name Identifier: 0000 0003 6774 3901
- Library of Congress Control Number: no98110053
- Nationale Bibliotheek van Tsjechië: pna2008444799
- Nationale Bibliotheek van Israël: 987007349415405171
- Nationale Bibliotheek van Polen: a0000001762595
- Nederlandse Thesaurus van Auteursnamen: 169855724
- SNAC: w64g4hw8
- Système universitaire de documentation: 129240397
- Virtual International Authority File: 100236858
- WorldCat: E39PBJxWRgvMdjJPfpRM3b8t8C